# Oblężenie Żor (1433)
Oblężenie Żor – działania zbrojne w kwietniu 1433 roku w trakcie wojny o sukcesję korony czeskiej.

## Tło wydarzeń
W 1428 r. na Śląsk wkroczyli husyci. Oddziały husyckie dowodzone przez Walka Kudelnika obległy Głogówek, rządzony przez Bolka V. Książę Bolko, który na ów czas przebywał w Gliwicach, nie poszedł miastu na odsiecz, lecz sam przystąpił do husytów. Książę zsekularyzował dobra kościelne w swojej domenie. W 1429 r. Bolko V opanował na własny rachunek sąsiadujące z księstwem dobra biskupie w kasztelanii nyskiej. W roku następnym razem ze swymi sojusznikami wyprawił się na Jasną Górę leżącą w granicach Polski oraz wtargnął do należącej do książąt brzeskich ziemi namysłowskiej, gdzie udało mu się zdobyć Kluczbork (Namysłów obronił się dzięki pomocy wrocławian). W następnych latach podbijał kolejne ziemie śląskie.

## Przebieg
17 kwietnia 1433 Bolko Husyta zdobył Gliwice, zajął nieobwarowany Rybnik (jedynie zamek otoczony wodami i mokradłami, broniony przez załogę i obywateli rybnickich, zdołał się dłużej utrzymać i odpierać kolejne ataki wroga; wyczerpana garstka obrońców wycofała się ostatecznie przez tajny tunel w kierunku lasów na Smolnej, a zamek stał się łupem nieprzyjaciela) i rozpoczął oblężenie Żor. Na odsiecz załodze miasta przyszedł książę raciborsko-karniowski Mikołaj V oraz książę oświęcimski Kazimierz I oświęcimski. Wojska husyckie odstąpiły od oblężenia i rozpoczęły odwrót na Gliwice. Wojska raciborsko-karniowsko-oświęcimskie wraz z mieszkańcami Żor rozpoczęły pościg za wycofującymi się wojakami Bolesława Husyty.

## Skutki
Zwycięstwo żorskie księcia Mikołaja Raciborskiego zatrzymało podboje Bolka V i pozwoliło zadać mu klęskę pod Rybnikiem, która miała miejsce 13 maja 1433. Obecnie zwycięstwo nad husytami upamiętniają: kurhan, gdzie pochowano zwłoki poległych, i kapliczka św. Urbana przy ulicy Gliwickiej 33 w Rybniku”.
Wydarzenia te literacko opisał Karol Miarka w opowiadaniu „Husyci na Górnym Śląsku. Powieść o zamordowaniu ks. Walentego, założeniu kościoła w Jankowicach i oblężeniu Żorów w roku 1433”
W miejscu tym 27 maja 1881 roku ufundowano szpital psychiatryczny (oddany do użytku 18 maja 1886). Podczas kopania fundamentów odkryto wiele kości i broni.